# جامعة بينغامتون
جامعة ولاية نيويورك في بينغامتون (جامعة بينغامتون أو جامعة ولاية نيويورك بينغامتون) هي جامعة بحثية عامة لها فروع في بينغامتون وفيستال وجونسون سيتي بنيويورك، وهي إحدى المراكز الجامعية الأربعة في نظام جامعة ولاية نيويورك (SUNY). اعتبارًا من خريف 2020، التحق بالجامعة 18128 طالبًا جامعيًا وطالب دراسات عليا.
منذ إنشائها في عام 1946، تطورت المدرسة من كلية فنون ليبرالية صغيرة إلى جامعة بحثية كبيرة. وهي مصنفة بذات نشاط بحثي مرتفع للغاية".
فرق بينغامتون الرياضية هي بيركاتس ويتنافسون في القسم الأول من الرابطة الوطنية لألعاب القوى (NCAA). بيركاتس هم أعضاء في مؤتمر أمريكا الشرق.

## التاريخ

### المؤسسة
تأسست جامعة بينغامتون في عام 1946 في إنديكوت، نيويورك، ككلية ثلاثية المدن لخدمة احتياجات قدامى المحاربين المحليين العائدين من الحرب العالمية الثانية. توماس جيه واتسون، العضو المؤسس لشركة IBM في مقاطعة بروم، رأى منطقة المدن الثلاثية كمنطقة ذات إمكانات كبيرة. في أوائل الأربعينات من القرن العشرين، تعاون مع القادة المحليين لبدء إنشاء المدرسة التي تبلغ مدتها سنتان كقمر صناعي تابع لجامعة سيراكيوز الخاصة، حيث تبرع بالأرض التي ستصبح المنزل المبكر للمدرسة.
في الأصل، أنهى طلاب منطقة المدن الثلاثية درجات البكالوريوس في سيراكيوز. بحلول العام الدراسي 1948-1949، كان من الممكن إكمالها بالكامل في الكلية. في عام 1950، انفصلت عن سيراكيوز وتم دمجها في نظام جامعة ولاية نيويورك العامة (SUNY) باسم كلية هاربور، التي سميت على شرف روبرت هاربور، المعلم الاستعماري والرائد الذي استقر في منطقة بينغامتون. في ذلك الوقت، انضمت إلى كلية شامبلين في بلاتسبورغ باعتبارها المدرستين الوحيدتين للفنون الحرة في نظام ولاية نيويورك. عندما أُغلقت كلية شامبلين في عام 1952 لإفساح المجال لقاعدة بلاتسبرج الجوية، تم نقل السجلات وبعض الطلاب وأعضاء هيئة التدريس إلى كلية هاربور في بينغامتون. تلقت كلية هاربور أيضًا 16000 مجلد غير مكرر والمحتويات الكاملة لمكتبة كلية شامبلين.

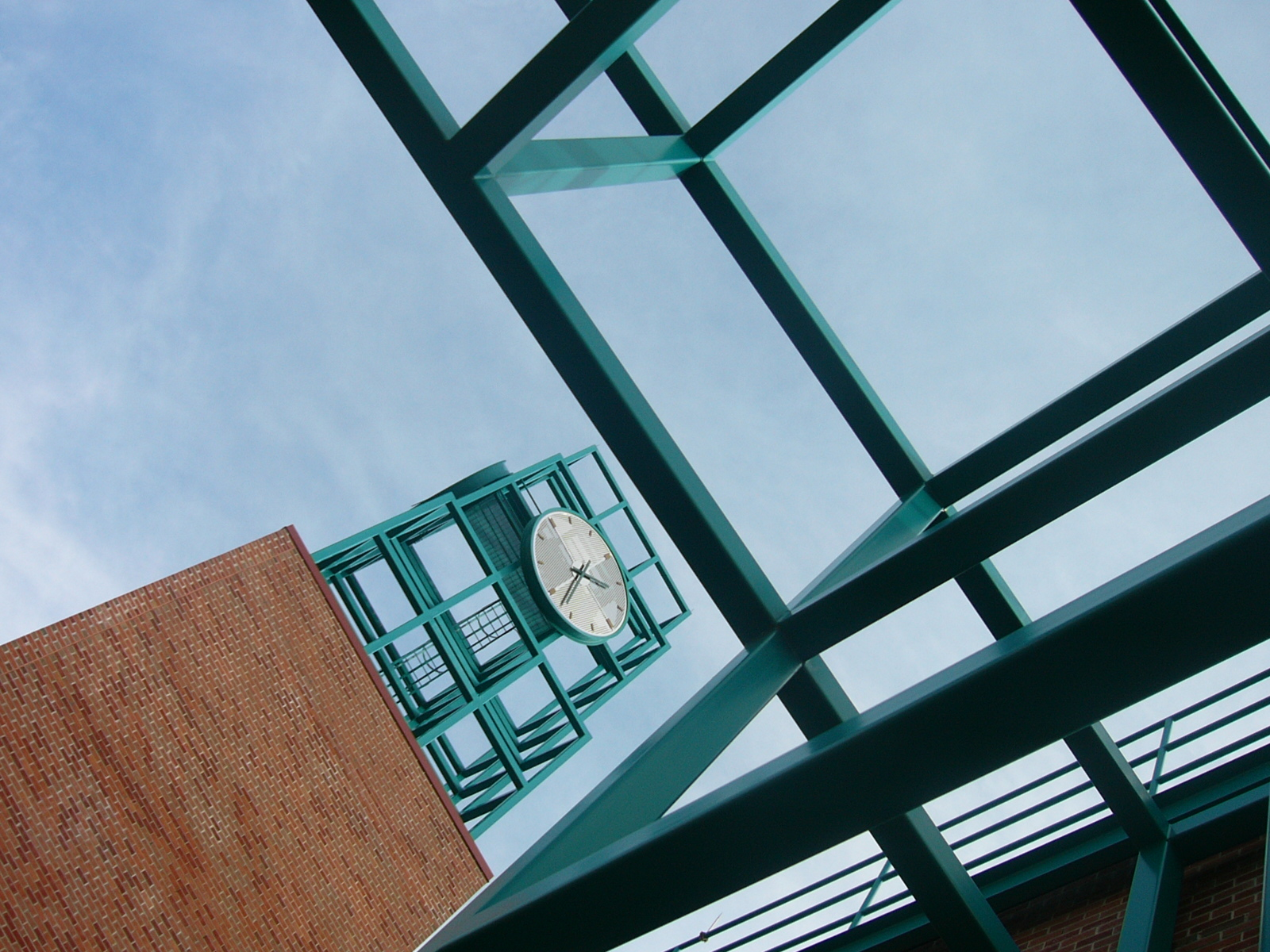
برج الساعة في اتحاد الجامعة

في عام 1955، بدأت هاربور في التخطيط لموقعها الحالي في بلدة فيستال، وهي بلدة بجوار بينغامتون. تم شراء موقع كبير بما يكفي لتوقع النمو المستقبلي، مع انتقال المدرسة إلى 387 أكر (1.57 كـم2) يتم الانتهاء من الحرم الجامعي بحلول عام 1961. قاعة كولونيال، المبنى الأصلي لكلية تريبل سيتيز في إنديكوت، تقف اليوم كمركز زوار القرية.
في عام 1965، تم اختيار كلية هاربور للانضمام إلى مدارس ولاية نيويورك في جامعة ستوني بروك وألباني وبافالو كواحد من أربعة مراكز جامعية جديدة في جامعة ولاية نيويورك. أعيد تصميم جامعة ولاية نيويورك في بينغامتون، يعكس الاسم الجديد للمدرسة مكانتها كمؤسسة تمنح درجة علمية متقدمة. في إشارة إلى التقاليد، ظلت كلية الآداب والعلوم الجامعية «كلية هاربور». مع وجود أكثر من 60% من طلاب البكالوريوس والدراسات العليا المسجلين في برامج درجة هاربور، فهي أكبر المدارس المكونة لـ بينغامتون. في عام 1967، تم إنشاء مدرسة التكنولوجيا المتقدمة، تمهيدًا لمدرسة توماس جيه واتسون للهندسة والعلوم التطبيقية، التي تأسست عام 1983. في عام 2020، أصبحت المدرسة كلية توماس جيه واتسون للهندسة والعلوم التطبيقية.
منذ عام 1992، بذلت المدرسة جهدًا لتمييز نفسها عن نظام جامعة ولاية نيويورك، حيث أعادت تسمية نفسها باسم «جامعة بينغامتون» أو «جامعة بينغامتون، جامعة ولاية نيويورك». لا تزال جامعة ولاية نيويورك رسميًا ورسميًا في بينغامتون، ولا تشجع إجراءات إدارة الجامعة الخاصة بها على الإشارة إلى المدرسة باسم «جامعة ولاية نيويورك - بينغامتون» أو «جامعة ولاية نيويورك - ب» أو «كلية هاربور» أو أسماء أخرى غير مذكورة أعلاه.

### الرؤساء
كان جلين بارتل أول رئيس لكلية هاربور، الذي بدأ عميدًا لكلية المدن الثلاثية. الرئيس الثاني، جورج بروس ديرينج، خدم عدة سنوات خلال حقبة فيتنام قبل مغادرته ليصبح نائب رئيس الجامعة للشؤون الأكاديمية في الإدارة المركزية لجامعة ولاية نيويورك في ألباني. بعد ذلك كان سي بيتر ماجراث، الرئيس المؤقت السابق لجامعة نبراسكا، والذي خدم من عام 1972 إلى عام 1974 ثم غادر ليصبح رئيسًا لجامعة مينيسوتا.
كان الرئيس الرابع في بينغامتون هو كليفورد كلارك، الذي ترك منصبه كعميد لكلية إدارة الأعمال في جامعة كانساس ليعمل كنائب للرئيس للشؤون الأكاديمية في بينغامتون في عام 1973. طُلب منه تولي منصب الرئيس بالإنابة في خريف عام 1974، عندما غادر ماجراث إلى مينيسوتا. تم اختيار كلارك كرئيس وخدم من مارس 1975 حتى منتصف 1990. خلال هذا الوقت قاد تطور المدرسة من كلية فنون ليبرالية مدتها أربع سنوات إلى جامعة بحثية. أضاف كلارك مركز أندرسون للفنون المسرحية وافتتح مهرجان الموسيقى الصيفية، وأنشأ منتدى هاربور (يسمى الآن منتدى جامعة بينغامتون)، وأنشأ مدرسة توماس واتسون للهندسة والعلوم التطبيقية، وعزز التوسع والتطوير في مدرسة ديكر للتمريض.
أصبح لويس ديفلور الرئيس الخامس للجامعة بعد تقاعد كلارك في عام 1990. خلال فترة عملها التي قرابة 20 عامًا، شهدت الجامعة أكبر نمو لها. أشرفت على الإضافات الجوهرية إلى الطلاب وأعضاء هيئة التدريس، وأنشطة البحث والتمويل الموسعة بشكل كبير، وأضفت الطابع الرسمي على جهود بينغامتون لجمع التبرعات، ووسعت من البصمة المادية للحرم الجامعي بحوالي 20 مبنى، وأطلقت جهود بينغامتون «الخضراء» التي أصبحت معترفًا بها على المستوى الوطني، المدرسة من ألعاب القوى من الدرجة الثالثة إلى القسم الأول وحفز أكبر زيادة في التصنيف الأكاديمي حتى الآن. تقاعد لويس ديفلور في عام 2010 وفي 1 يوليو، عاد ماجراث كرئيس على أساس مؤقت.
في 22 نوفمبر 2011، عين مجلس أمناء جامعة ولاية نيويورك هارفي جي ستينجر جونيور الرئيس السابع لجامعة بينغامتون، اعتبارًا من 1 يناير 2012. كان ستينجر نائب الرئيس المؤقت ونائب الرئيس التنفيذي للشؤون الأكاديمية في جامعة بوفالو منذ أبريل 2011.

## منظمة

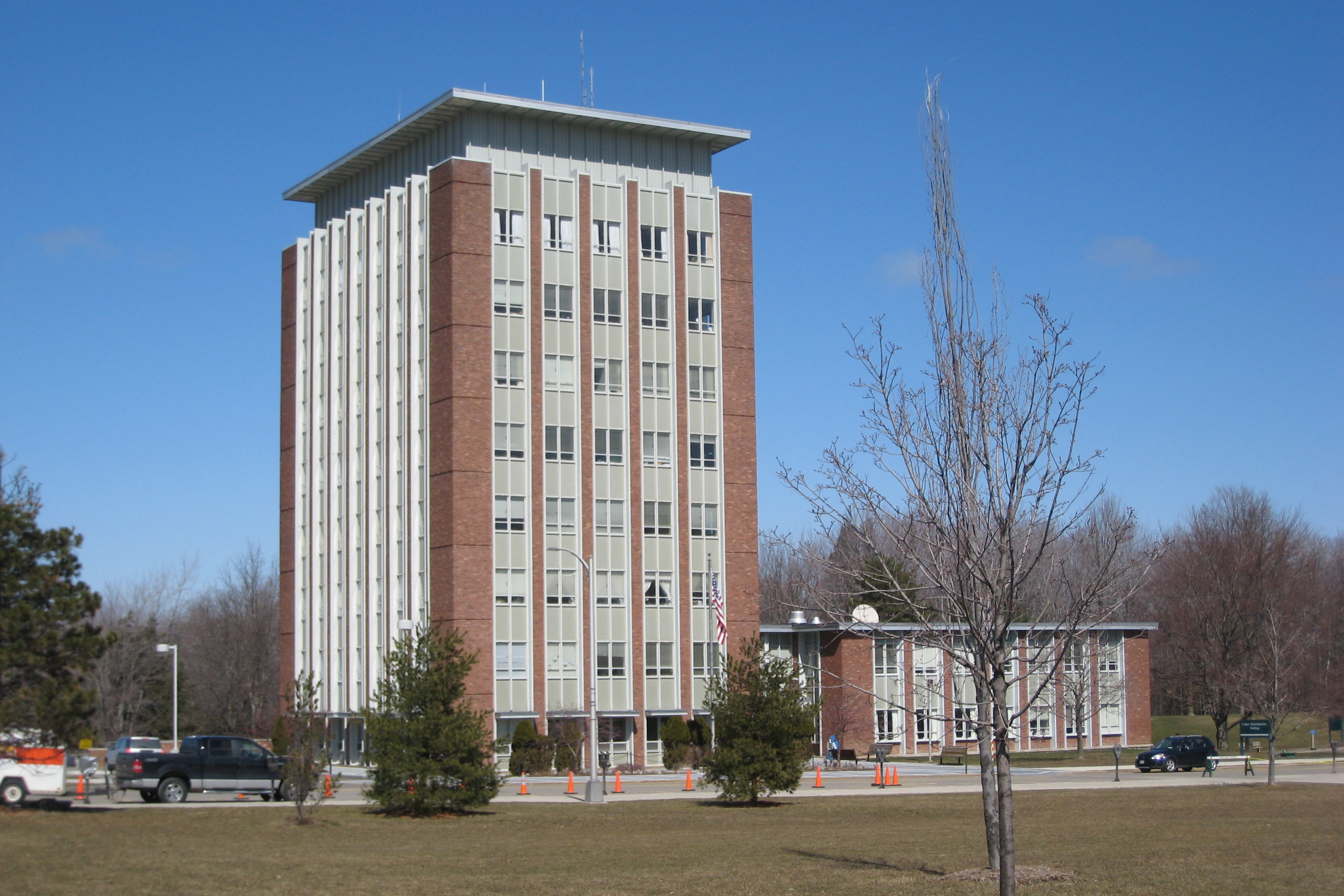
مبنى الكوبر الاداري

### قيادة الجامعة
بينغامتون هي واحدة من أربعة مراكز جامعية لنظام جامعة ولاية نيويورك (SUNY) ويديرها مجلس الأمناء. يشرف مجلس جامعة بينغامتون على جوانب إدارة المدرسة مثل سلوك الطلاب والميزانية والمرافق المادية. يتم تعيين تسعة من أعضائها العشرة من قبل حاكم الولاية، ينتخب عضو واحد من قبل الهيئة الطلابية.
تم تنظيم الجامعة في ستة مكاتب إدارية: الشؤون الأكاديمية. تقدم التنوع والمساواة والشمول؛ عمليات؛ بحث؛ وشؤون الطلاب. يتم إدارة قسم التنوع والإنصاف والشمول من قبل مسؤول التنوع الرئيسي ويتم إدارة الأقسام الأخرى من قبل نائب الرئيس.

### الكليات والمدارس

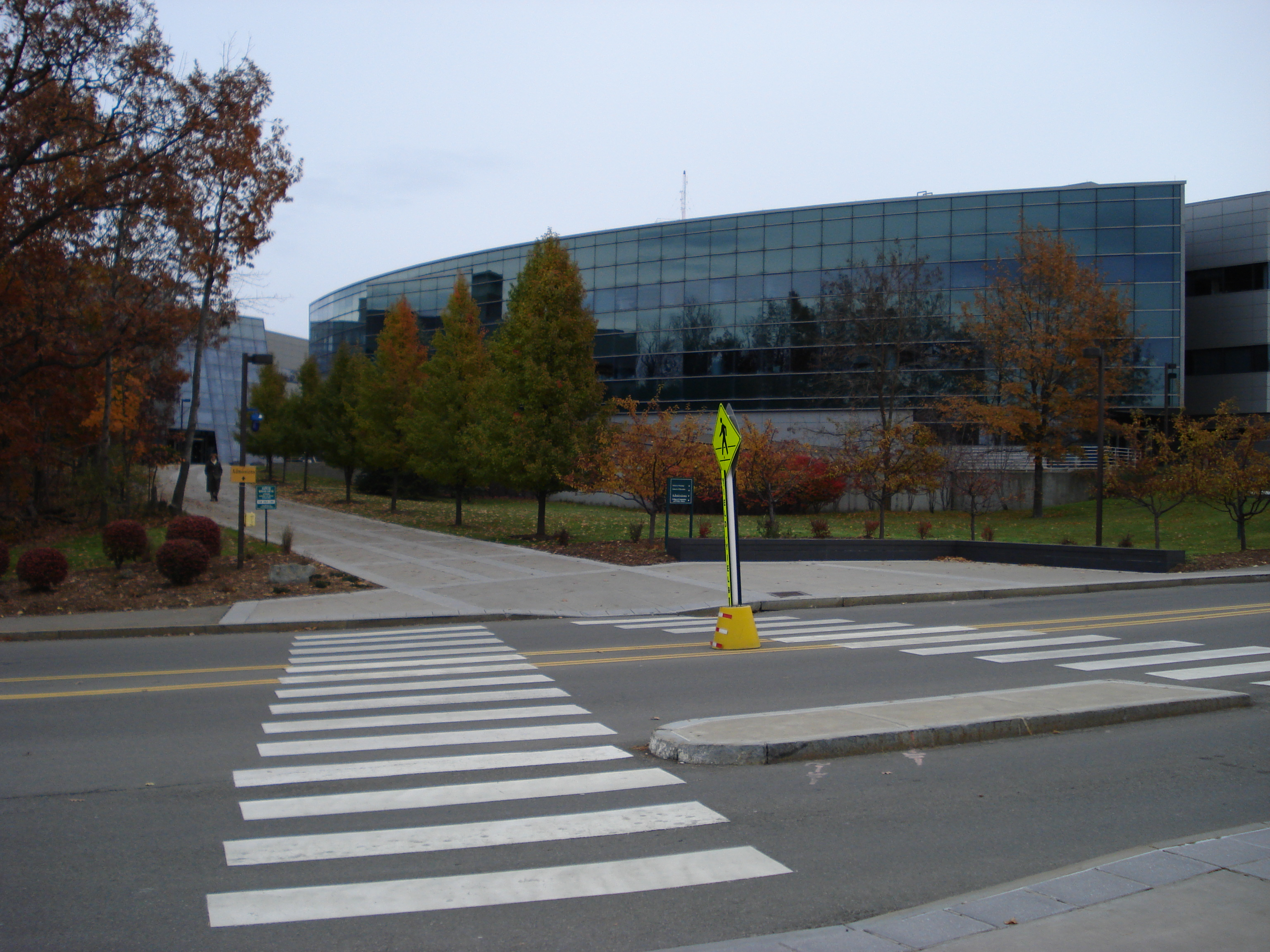
مجمع أ، مقر كلية الإدارة

تتكون بينغامتون من الكليات والمدارس التالية:
- كلية هاربور للفنون والعلوم هي أقدم وأكبر مدارس بينغامتون. لديها أكثر من 9400 طالب جامعي وأكثر من 1100 طالب دراسات عليا في 26 قسمًا و14 برنامجًا متعدد التخصصات في الفنون الجميلة والعلوم الإنسانية والعلوم الطبيعية والاجتماعية والرياضيات.
- تقدم كلية المجتمع والشؤون العامة تخصصًا جامعيًا في التنمية البشرية بالإضافة إلى برامج الدراسات العليا في العمل الاجتماعي؛ الإدارة العامة؛ إدارة شؤون الطلاب؛ حقوق الإنسان؛ والتعليم والتعلم والقيادة التربوية. تم تشكيلها في يوليو 2006، بعد إعادة تنظيم سابقتها، مدرسة التربية والتنمية البشرية، عندما تم انشقاقها مع كلية الدراسات العليا للتربية. في عام 2017، اندمجت كلية الدراسات العليا للتربية في كلية المجتمع والشؤون العامة باعتبارها قسم التدريس والتعلم والقيادة التربوية. يواصل القسم تقديم درجتي الماجستير في العلوم والدكتوراه.[23]
- تأسست كلية ديكر للتمريض والعلوم الصحية في عام 1969.[24] تقدم المدرسة درجات البكالوريوس والماجستير والدكتوراه في التمريض. المدرسة معتمدة من قبل لجنة تعليم التمريض الجماعي (CCNE).
- تأسست مدرسة الإدارة في عام 1970. يقدم درجات البكالوريوس والماجستير والدكتوراه في الإدارة والتمويل وعلوم المعلومات والتسويق والمحاسبة والعمليات وتحليلات الأعمال. وهي معتمدة من الجمعية الأمريكية لكليات إدارة الأعمال (AACSB).
- تقدم كلية توماس واتسون للهندسة والعلوم التطبيقية درجات البكالوريوس والدراسات العليا في الهندسة الميكانيكية، والهندسة الكهربائية، وهندسة الكمبيوتر، والهندسة الطبية الحيوية، وعلوم النظم والهندسة الصناعية، وعلوم المواد والهندسة، وعلوم الكمبيوتر. تم اعتماد جميع أقسام المدرسة من قبل مجلس الاعتماد للهندسة والتكنولوجيا.
- تدير كلية الدراسات العليا برامج للحصول على درجات متقدمة وتمنح درجات من خلال الكليات السبع المكونة أعلاه. سيجد طلاب الدراسات العليا ما يقرب من 70 مجالًا للدراسة. يتم تدريس الطلاب الجامعيين والخريجين وتقديم المشورة لهم من قبل هيئة تدريس واحدة.
- كلية الصيدلة والعلوم الصيدلانية، أحدث مدرسة في بينغامتون، وتقدم درجات الدكتوراه في الصيدلة وعلم العقاقير. تم منح المدرسة حالة المرشح من مجلس الاعتماد للتعليم الصيدلي، والذي يمنح جميع الحقوق والامتيازات المتاحة لطلاب المدارس المعتمدة، ويتوقع الحصول على الاعتماد الكامل عند تخرج فئته الافتتاحية في عام 2021. سجلت المدرسة طلابها الأوائل في خريف عام 2017،[25] وفي عام 2018 افتتحت مبنى جديدًا على أحدث طراز بقيمة 60 مليون دولار في حرم العلوم الصحية الجديد في مدينة جونسون، بالقرب من مركز ويلسون الطبي.[26][27]

## الحرم الجامعي

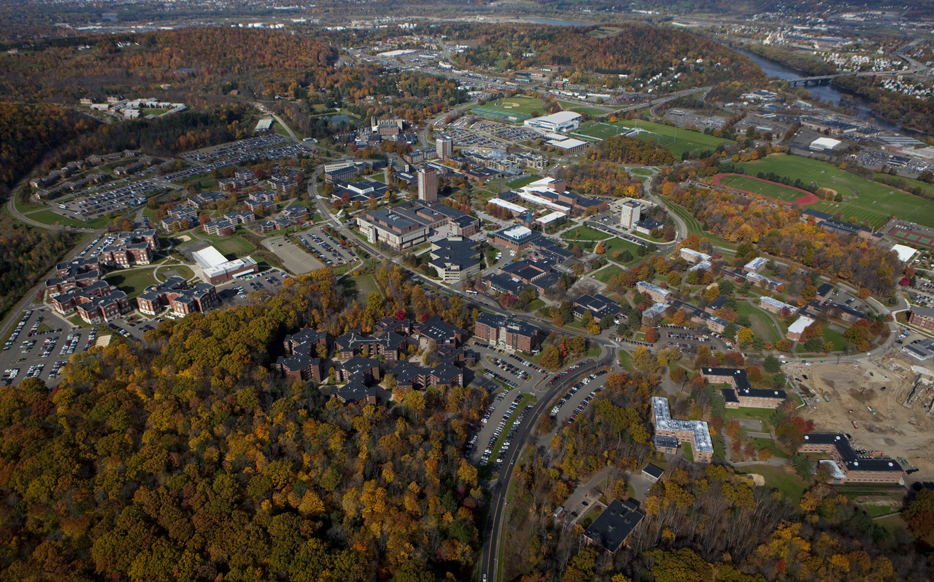
حرم بينغامتون والمناطق المحيطة به

### الحرم الرئيسي
ينتشر الحرم الجامعي الرئيسي في فيستال على 930 أكر (3.8 كـم2) على منحدر تل مشجر فوق نهر سسكويهانا؛ جغرافياً، تقع الطبقة الجنوبية لنيويورك على هضبة أليغيني، وهي مقاطعة فيزيوغرافية لجبال الأبلاش. يتشكل الحرم الجامعي على شكل دماغ: الطريق الرئيسي في الحرم الجامعي يخلق حلقة مغلقة لتشكيل المخ والمخيخ، ويخلق طريق المدخل الرئيسي الحبل الشوكي الذي يؤدي إلى دائرة مرور (تمثل النخاع). وبالتالي، يُشار إلى الطريق الرئيسي كثيرًا باسم الدماغ The Brain. الطريق الرابط، الذي يقع خلف المجتمعات السكنية، مغلق لجزء من العام (في أواخر الخريف وأوائل الربيع، للسماح لهجرة السلمندر بأمان عبر الطريق). يمتاز الحرم الجامعي 190 أكر (0.77 كـم2) محمية طبيعية، والتي تحتوي على مناطق الغابات والأراضي الرطبة وتشمل بركة ستة أفدنة (24000 م 2)، تسمى هاربور بوند، والتي تجاور الحرم الجامعي. تصب محمية الطبيعة في فولر هولو كريك، الذي يمتد بالتوازي على طول الجزء الشرقي من الحرم الجامعي. يتعرج فولر هولو كريك شمالًا بعد مغادرة الحرم الجامعي، حيث سرعان ما يصب في نهر سسكويهانا.

### حرم العلوم الصحية

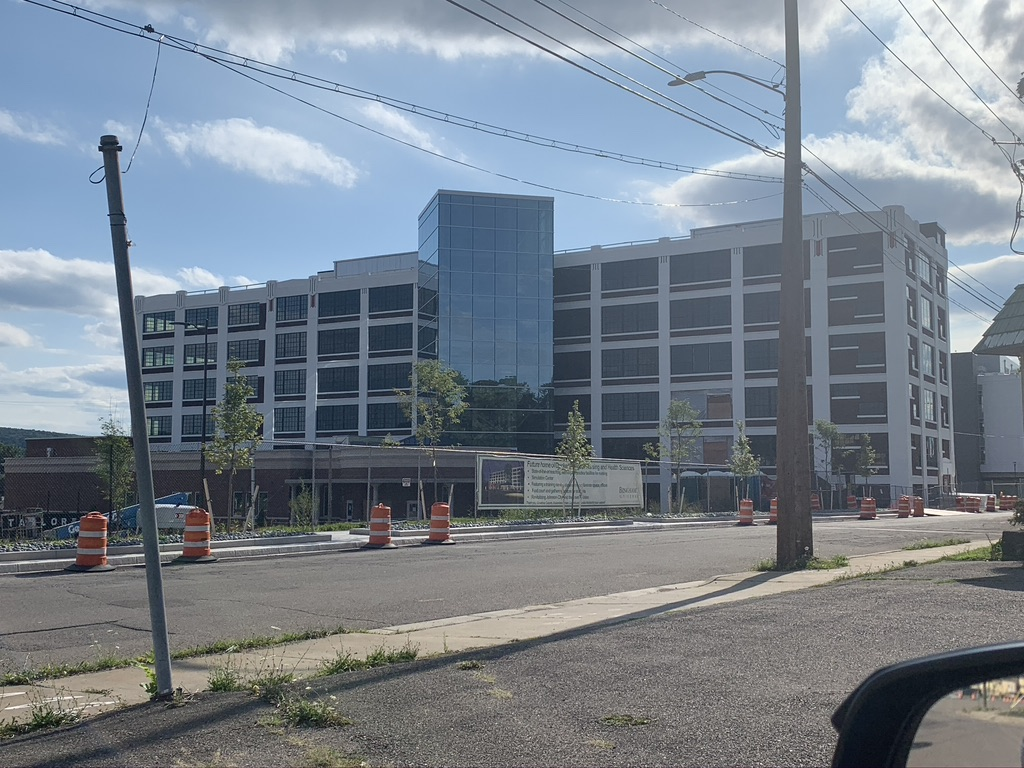
مبنى كلية ديكر للتمريض والعلوم الصحية

يقع الحرم الجامعي الجديد للعلوم الصحية في بينغامتون على مساحة 15 فدانًا في مدينة جونسون، نيويورك. يقع الحرم الجامعي على بعد مبنى سكني من المركز الرئيسي. وعلى مقربة من مركز ويلسون الطبي ومستشفى أسينشن لورد. تم افتتاح مبنى كلية الصيدلة في عام 2018، في حين تم افتتاح الطابق الأول من مبنى كلية التمريض والعلوم الصحية في ديكر في يناير 2021. من المتوقع الانتهاء من بناء الطابقين الخامس والسادس خلال صيف عام 2021. مرفق البحث والتطوير في مرحلة التصميم وسيتم بناؤه مباشرة بجوار مدرسة الصيدلة؛ ومن المقرر أن تكتمل بحلول ديسمبر 2022. تخطط الجامعة أيضًا لتطوير حديقة على مساحة فدانين من الأرض بين شارع كورليس والشارع الرئيسي، والتي ستوفر اتصالًا جذابًا وآمنًا بين مرافق الجامعة وحي الأعمال في وسط المدينة.

### وسط البلدة

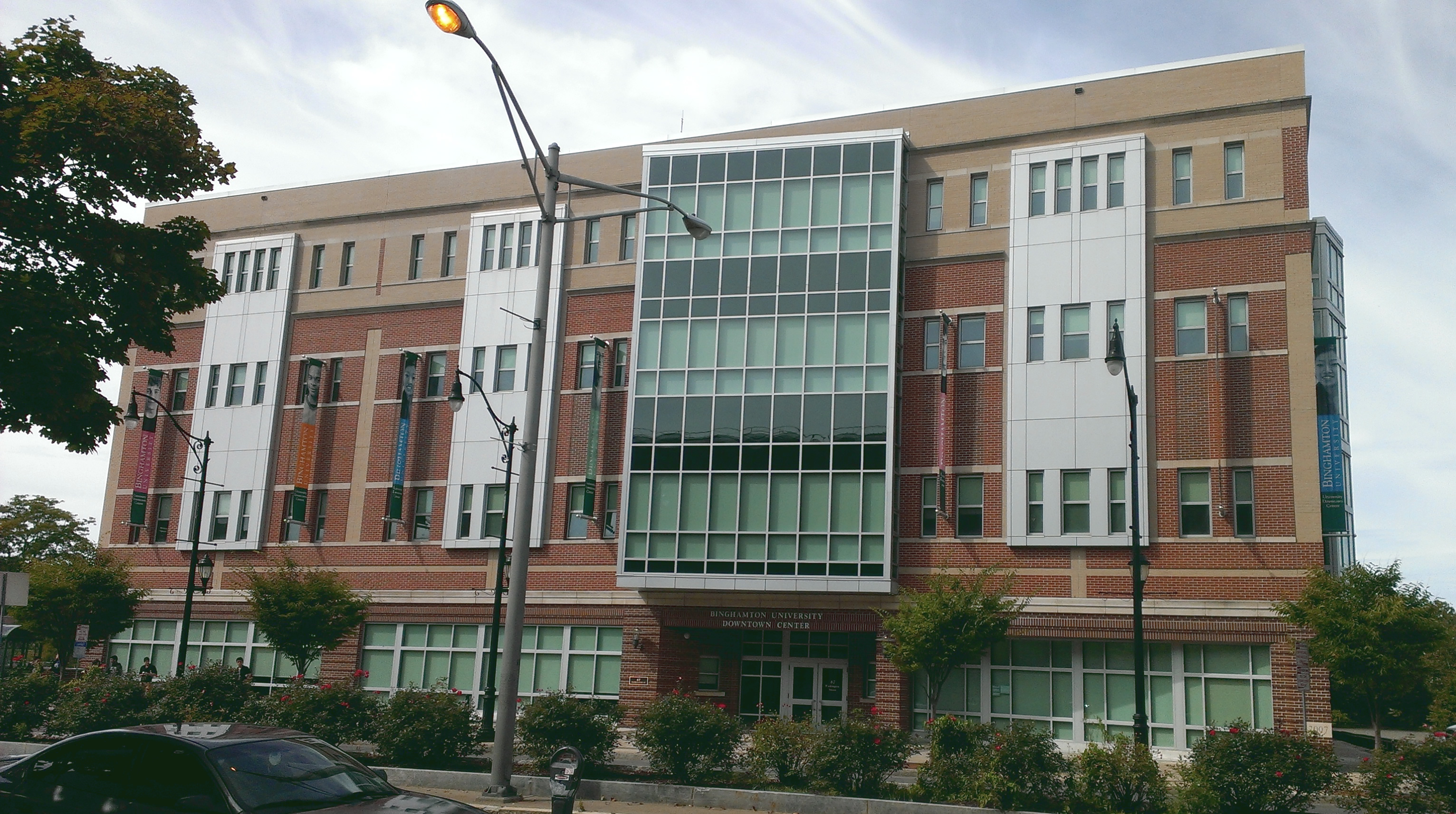
مركز جامعة وسط المدينة

تم افتتاح مركز الجامعة في وسط المدينة (UDC)، الذي يقع بالقرب من التقاء نهري سسكويهانا وتشينانجو، في عام 2007 ويضم كلية الشؤون المجتمعية والعامة (CCPA). في عام 2011، تعرض وسط المدينة لأضرار بالغة من الفيضانات التي سببتها العاصفة الاستوائية لي. في حين أن الطابق السفلي فقط من المبنى كان مملوءًا بالمياه، لم تتمكن شركة الكهرباء من قطع التيار الكهربائي في الوقت المناسب، مما أدى إلى تدمير النظام الكهربائي للمبنى. تم نقل الفصول إلى الحرم الجامعي الرئيسي حتى تم الانتهاء من الإصلاحات. استغرقت الإصلاحات عامًا حتى تكتمل، وأعيد فتح المركز في بداية فصل الخريف 2012. في عام 2017، تلقت الجامعة 2.7 مليون دولار لإصلاحات الفيضانات.

### الخدمات

#### المكتبات
- مكتبة جلين ج. بارتل، التي سميت على اسم أول رئيس للجامعة، تحتوي على مجموعات في العلوم الإنسانية، والعلوم الاجتماعية، ووثائق حكومية ومجموعات في علوم الرياضيات والحاسوب. بالإضافة إلى ذلك، تضم مكتبة بارتل مجموعة الفنون الجميلة (التي تركز على الأعمال المتعلقة بالفن والموسيقى والمسرح والسينما) والمجموعات الخاصة.
- تحتوي مكتبة العلوم على مواد في جميع تخصصات العلوم والهندسة، بالإضافة إلى مجموعة خرائط.
- تدعم مكتبة University Downtown Center (UDC) ومجمع المعلومات أقسام العمل الاجتماعي والتنمية البشرية والإدارة العامة وإدارة شؤون الطلاب.

تقدم المكتبات عددًا من الخدمات بما في ذلك الاستشارات والمساعدة البحثية، وبرنامج إقراض أجهزة الكمبيوتر المحمول، وجلسات تعليمات مخصصة وثلاثة معلومات عامة في مكتبات Bartle وScience وUDC. توفر المكتبات إمكانية الوصول إلى قواعد بيانات متنوعة عبر الإنترنت لتسهيل البحث على الطلاب وأعضاء هيئة التدريس. يتم أيضًا تقديم الحرم الجامعي بأكمله من خلال شبكة إنترنت لاسلكية يمكن لجميع الطلاب والموظفين وأعضاء هيئة التدريس الوصول إليها، ويتم تمويلها جزئيًا من خلال الرسوم الإلزامية لتكنولوجيا الطلاب. يدعم مركز خدمات الحوسبة أنظمة Windows وMacintosh وUnix، سواء في معامل الكمبيوتر العامة أو لأجهزة الكمبيوتر الشخصية للطلاب.

#### مركز أندرسون للفنون المسرحية

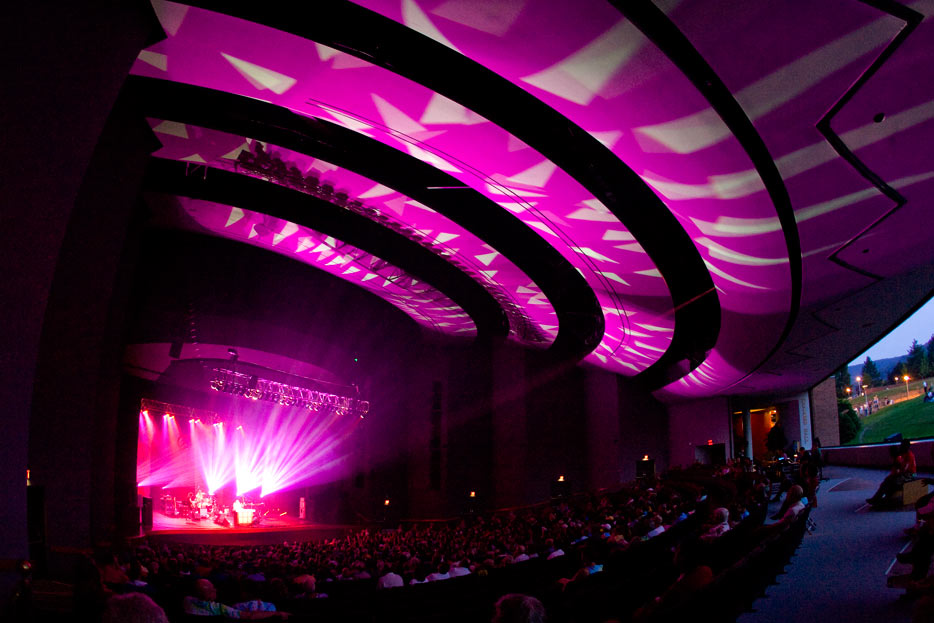
مركز أندرسون في جامعة بينغامتون

يتكون هذا المجمع المسرحي من ثلاث مراحل: مسرح واترز، يتسع لـ 550 مقعدًا؛ قاعة الحجرة، تتسع لـ 450 ؛ ومسرح أوسترهاوت كونسيرت، يتسع لـ 1200 مقعد. مسرح الحفلات الموسيقية لديه القدرة على أن يصبح مكانًا في الهواء الطلق، بنوافذ زجاجية متحركة ممتدة من الأرض حتى السقف تفتح على تل عشبي. استضاف مركز أندرسون فنانين مثل السيمفونية الروسية والباليه، السيمفونية الوطنية في براغ وشركة مسرح شكسبير. في مارس 2006، كان المنزل الفائض، الذي يملأ جميع مسارح مركز أندرسون، حاضرًا للاستماع إلى المتحدث الضيف نعوم تشومسكي.

#### متحف الفنون بالجامعة
توجد المجموعة الفنية بالجامعة في أكثر من موقع، ولكن جميعها داخل مبنى الفنون الجميلة. يستضيف معرض المستوى الرئيسي للمبنى العديد من القطع الأثرية التي تنتمي إلى المجموعة الدائمة، على الرغم من أنه عادةً ما يعرض عمل الطلاب على أساس التناوب. تعرض المجموعة الدائمة في الطابق السفلي من المبنى الأعمال الفنية القديمة من مصر والصين وأماكن أخرى.

#### اتحاد الجامعات
ينقسم اتحاد الجامعات إلى قسمين، يشار إليهما أحيانًا بالاتحاد القديم والاتحاد الجديد، ويشار إليهما أحيانًا باسم الاتحاد الشرقي والغرب على التوالي، ومع ذلك يطلق عليهما «اتحاد الجامعات (UU)» و«اتحاد الجامعات الغربية (UUW)» الجامعة نفسها. يضم الاتحاد العديد من المنظمات الطلابية، والتعاونية الغذائية، وقاعة الطعام MarketPlace، وعددًا من أماكن الاجتماعات، والعديد من الفصول الدراسية الجديدة، ومكتبة الجامعة.
في 23 أغسطس 2013، استضاف الرئيس باراك أوباما اجتماعًا مفتوحًا في اتحاد الجامعات لمناقشة القدرة على تحمل التكاليف الجامعية مع الطلاب وأعضاء هيئة التدريس والموظفين في جامعة بينغامتون.

#### مركز الفعاليات
يعد مركز الأحداث أحد أكبر الأماكن في المنطقة لألعاب القوى والحفلات الموسيقية والمعارض وغيرها. المحكمة الرئيسية لفرق كرة السلة بينغامتون بيركاتس، تتسع المنشأة لحوالي 5300 شخص للألعاب. بالنسبة للحفلات الموسيقية والاحتفالات وغيرها من الأحداث الكبيرة، يمكن أن يستوعب مركز الأحداث ما يصل إلى 8000 شخص. الموقع الرئيسي لبطولات كرة السلة للرجال في أمريكا الشرقية في 2005 و2006 و2008، استضافت المحكمة البطولات النسائية في عامي 2007 و2015. كما أقيمت اجتماعات المضمار الداخلي بين الكليات ومباريات التنس والمصارعة، بالإضافة إلى حفلي الافتتاح والختام لألعاب إمباير ستيت. كلف بنائه 33.1 مليون دولار وافتتح في عام 2004.

#### المرافق الرياضية الأخرى
بالإضافة إلى مركز الأحداث، يضم الطرف الشمالي للحرم الجامعي الصالات الرياضية الشرقية والغربية، والتي تستضيف برامج ترفيهية للطلاب وألعاب القوى. خضعت الصالة الشرقية لعملية تجديد كبيرة، اكتمل في شتاء 2012، ويطلق عليه الآن اسم المركز الترفيهي في الصالة الشرقية، ويضم 10000 قدم مربع. قدم. مرفق اللياقة البدنية، وثلاث غرف جديدة متعددة الأغراض، ومساحات محسنة للمسبح والمحاكم، وجناح خدمات صحية جديد وغرف خلع الملابس تم تجديدها بالكامل. تشمل المرافق الجامعية الأخرى ملاعب البيسبول والكرة اللينة ومجمع بيركاتس الرياضي (ملعب كرة القدم واللاكروس) ومضمار خارجي. بهدية من متبرع مجهول، خضعت ملاعب البيسبول لعملية تجميل بقيمة 2 مليون دولار بما في ذلك إضافة العشب الصناعي والأضواء في عام 2016. ميزات ترفيه الطلاب الأخرى هي سلسلة من الملاعب المستخدمة في كرة القدم وكرة القدم والرجبي والفريسبي النهائي.

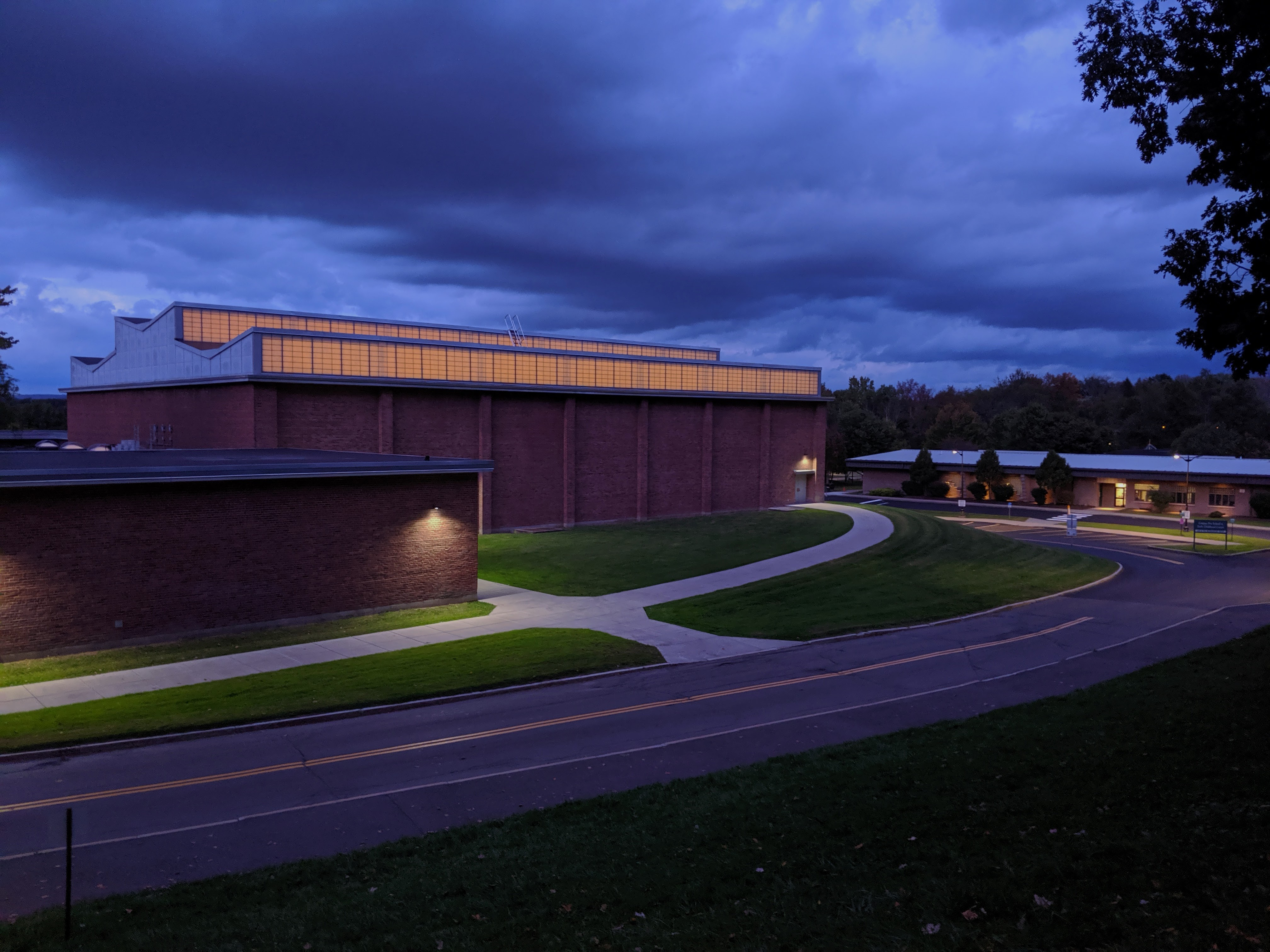
ايست جيم

#### مجمع العلوم

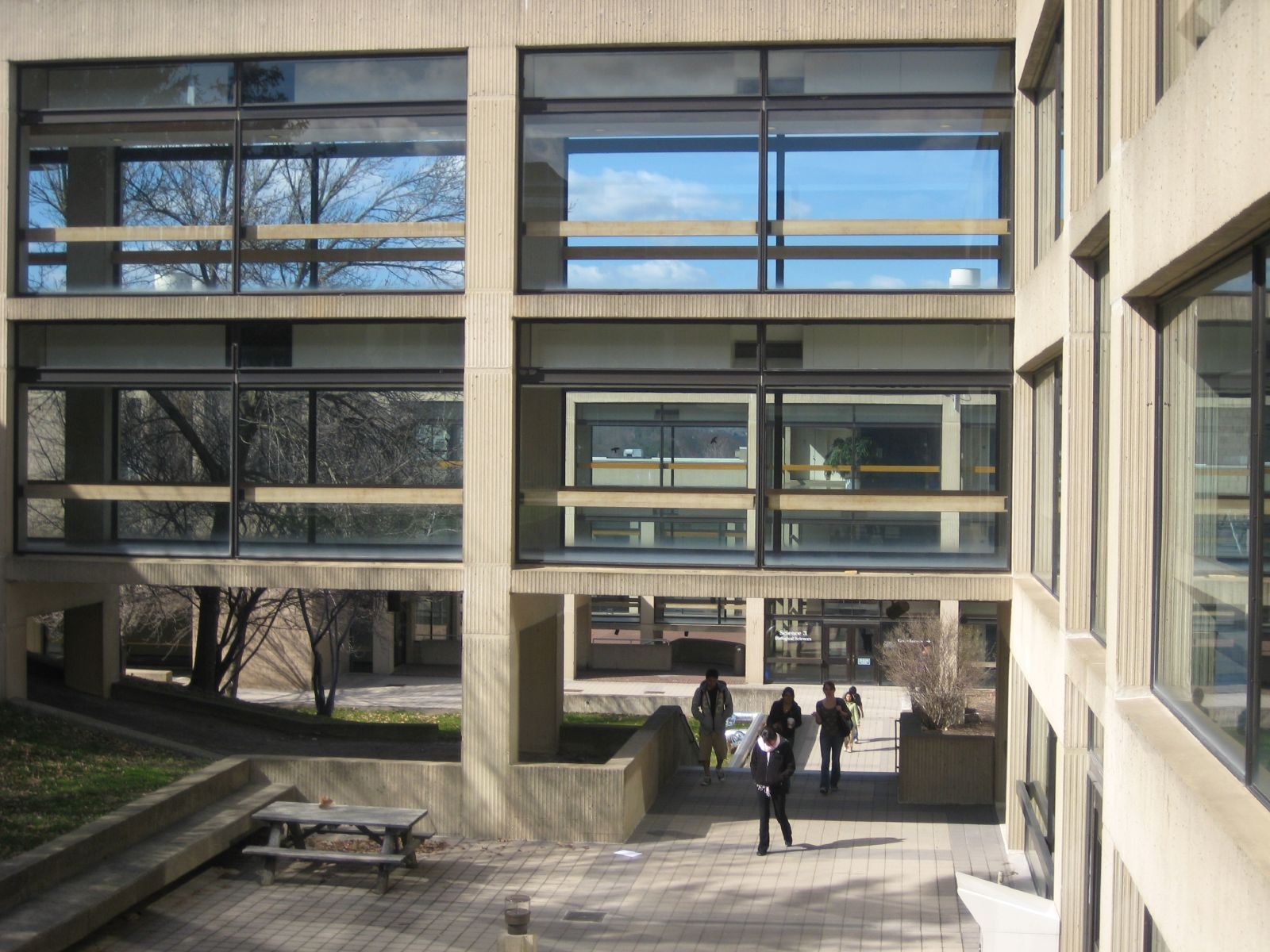
مجمع العلوم

يضم مجمع العلوم خمسة مبانٍ تعليمية ومكتبية، بالإضافة إلى دفيئة تدريسية بأربعة مناخات ومكتبة العلوم. يتم تسمية المباني بالتسلسل باسم العلوم من 1 إلى 5. أنها تحتوي على مكاتب أعضاء هيئة التدريس والفصول الدراسية لأقسام العلوم البيولوجية والأنثروبولوجيا والعلوم الجيولوجية وعلم النفس.

#### المجمع الأكاديمي
المجمع الأكاديمي عبارة عن مجمع مكون من مبنيين تم افتتاحه في عام 1999. مجمع أ يضم كلية الإدارة. ومجمع ب يضم مدرسة ديكر للتمريض.

#### مجمع التقنيات المبتكرة
يُعرف مجمع التقنيات المبتكرة بشكل أكثر شيوعًا واختصارًا باسم ITC، وهو تطور جديد يهدف إلى تعزيز أبحاث رأس المال الاستثماري في كل من دعم أنشطة الجامعة وأنشطة صناعة التكنولوجيا العالية المحلية. يضم المجمع حاليًا أربعة مبانٍ: مبنى التكنولوجيا الحيوية، مبنى الهندسة والعلوم الذي تم افتتاحه في عام 2011؛ مبنى مركز التميز، الذي يضم مركز تكامل وتغليف الأنظمة الصغيرة الحجم، وهو مركز تميز ولاية نيويورك، افتتح في عام 2014؛ ومبنى الطاقة الذكية الذي يضم أقسام الكيمياء والفيزياء، والذي تم افتتاحه في عام 2017. أشارت المحادثات المبكرة إلى خطط لبناء مجمع مكون من ستة مبان عند اكتماله.

#### المحمية الطبيعية
تبلغ مساحة المحمية الطبيعية بالجامعة 190 أكر (0.77 كـم2) في الطرف الجنوبي من الحرم الجامعي ويشار إليها على أنها أكبر معمل في الحرم الجامعي. لقد عمل الطلاب بنشاط للتأكد من عدم المساس بالمساحة. تتميز المحمية بحوالي 10 أميال (16 كم) من المسارات المحمية، وبركة مساحتها ستة أفدنة، ومناطق مستنقعات، وبرك ربيعية، وتلال شاهقة ومرج أعلى التل. مكان الاستراحة الشهير هو الممر الخشبي الطويل الذي تم تشييده عبر أحد المستنقعات المطلة على البحيرة. هناك نقاش مستمر حول إدارة أعداد الغزلان المتزايدة بسرعة في المحمية.

### المجتمعات السكنية
تم تجميع قاعات الإقامة في بينغامتون في سبع مجتمعات. كانت المجتمعات السكنية تستضيف طلاب الدراسات العليا، ولكنها الآن تضم طلابًا جامعيين. من بين الكليات السكنية، تعد كلية ديكنسون كوميونيتي ونيوينج هي الأحدث. تتميز ديكنسون «بشقق» إما من أربع غرف مفردة أو غرفتين مزدوجتين وغرفة مفردة، بينما تتميز نيوينج بأنماط الغرف شبه الخاصة التي تشترك في حمامات خاصة بالإضافة إلى بعض الحمامات المشتركة.
تعد كلية نيوينج التي تم الانتهاء منها حديثًا، والتي تم افتتاحها في خريف 2011، ومجتمع ديكنسون، الذي تم الانتهاء منه في عام 2013، جزءًا من مشروع إسكان الحرم الجامعي الشرقي الذي تبلغ تكلفته 375 مليون دولار أمريكي، والذي تضمن أيضًا مركزًا جامعيًا جديدًا ومرفقًا لتناول الطعام. تم تدمير مجتمع نيوينج القديم لإفساح المجال للمجتمعات الجديدة. تم تجديد مجتمع ديكنسون القديم وإعادة استخدامه للأكاديميين والمكاتب والإدارات. تم كشف النقاب عن آخر قاعات سكن نيوينج وديكنسون الجديدة في عام 2013.
- مجتمع ديكنسون : سُمي على اسم دانيال إس ديكنسون، عضو مجلس الشيوخ الأمريكي في منتصف القرن التاسع عشر من المنطقة المجاورة، وكان مهمًا باعتباره «المدافع عن الدستور» في حقبة ما قبل الحرب الأهلية. تمت تسمية المباني على اسم شخصيات محلية بارزة أخرى، بما في ذلك مؤسسو الجامعة. تم استبدال مباني هذا المجتمع بمجتمع معيشة جديد على أحدث طراز تم الانتهاء منه في خريف عام 2013.
- كلية هينمان : سُميّت على اسم سيناتور ولاية نيويورك هارفي دي هينمان. تمت تسمية المباني على اسم حكام ولاية نيويورك السابقين، وتم تشييدها بين عامي 1967 و1968.
- Newing College : تم تسميتها على اسم Stuart Newing، تاجر سيارات محلي كان نشطًا في الجهود المبذولة لشراء SUNY College Triple Cities College. تم تسمية المباني لمدن ومقاطعات الطبقة الجنوبية. تمت إعادة بناء Newing College بالكامل، وافتتحت قاعات الإقامة الجديدة ومركز الطلاب / قاعة الطعام في خريف 2011. تم هدم المباني القديمة المتبقية في Newing لإفساح المجال لمجتمع ديكنسون الجديد، الذي تم افتتاحه في خريف عام 2013.
- College-in-the-Woods : سميت بموقعها في منطقة مشجرة بالحرم الجامعي. تمت تسمية المباني على اسم قبائل اتحاد الإيروكوا. افتتحت College-in-the-Woods أبوابها للإقامة في خريف عام 1973.
- كلية ماونتن فيو : تم تسمية القاعات السكنية الفردية الأربعة — كاسكيد، وهنتر، ومارسي، وويندهام — على اسم قمم في جبال أديرونداك وكاتسكيل وكل منزل يصل إلى 300 طالب. تم الانتهاء من ماونتن فيو بين عامي 2003 و2004.[37]
- مجتمع سسكويهانا : سميت المباني باسم روافد نهر سسكويهانا، الذي يتدفق عبر مدينة بينغامتون.
- Hillside Community : تم تسميته بموقعه في أعلى جزء من حرم بينغامتون الجامعي. تم تسمية القاعات باسم حدائق ولاية نيويورك. تم ترتيب المباني السكنية الـ 16 بترتيب أبجدي في اتجاه عقارب الساعة.

### مواصلات
- يتم توفير النقل بالحافلات في الحرم الجامعي وفي الأحياء المحلية ذات الكثافة العالية من الطلاب بواسطة النقل المملوك للطلاب خارج الحرم الجامعي (OCCT). يديره الطلاب بالكامل وهو مجاني لجميع الطلاب؛ وهي مدعومة بالنشاط الطلابي الإلزامي ورسوم النقل والأموال والموارد التي تقدمها الجامعة.
- يمكن للطلاب وأعضاء هيئة التدريس والموظفين ركوب (نظام حافلات بروم) مجانًا، ويتم دفع أجرها من خلال جزء من رسوم النقل.[38]
- توفر خدمة سكيب ستيودنت باص، التي تديرها جمعية الطلاب، خدمة نقل بالحافلة للطلاب بين حرم بلدة فيستال ومنطقة نيويورك الحضرية في عطلات نهاية الأسبوع وفي فترات الراحة الجامعية.

## أكاديميون

### الترتيب والسمعة
- تم تصنيف بينغامتون في المرتبة 83 بين الجامعات الوطنية، وتعادل في المرتبة 33 بين المدارس العامة، وتم تصنيفها كأفضل مدرسة في جامعة ولاية نيويورك، ومرتبة 877 بين الجامعات العالمية لعام 2022 من قبل US News & World Report.[39][40][41]
- في عام 2021، صنفت مجلة فوربس بينجهامتون في المرتبة 77 من بين 600 من أفضل الكليات والجامعات وأكاديميات الخدمة الخاصة والعامة في أمريكا.[42]
- صنفت مجلة Money بينغامتون في المرتبة 73 في البلاد من بين 739 مدرسة تم تقييمها لإصدارها لعام 2020 «أفضل كليات لأموالك»،[43] والمرتبة 48 في قائمتها لأفضل 50 مدرسة عامة في الولايات المتحدة[44]
- تم تصنيف الجامعة في المرتبة 653rd في العالم، والمرتبة 162 في الدولة في 2021-22 Center for University Rankings العالمية.[45]
- تم تصنيف جامعة بينغامتون في المرتبة الثامنة عشر كأفضل كلية عامة في الولايات المتحدة من قبل The Business Journal في عام 2015.[46][47]
- في عام 2016، تم تصنيف بينغامتون في المرتبة العاشرة كأفضل كلية عامة في الولايات المتحدة من قبل Business Insider.[48]
- في عام 2018، احتلت الجامعة المرتبة 401-500 حسب التصنيف العالمي لمؤسسة تايمز للتعليم العالي.[49]
- في تصنيفات الكلية الافتتاحية، استندت إلى «... القيمة الاقتصادية للجامعة...» The Economist صنفت جامعة بينجامتون في المرتبة 74 على مستوى الدولة.[50]
- أطلق هوارد وماثيو جرين على الجامعة لقب Public Ivy في كتاب بعنوان The Public Ivies: America's Flagship Public Universities (2001).[51] كان المركز الثاني لقائمة Public Ivy في عام 1985.[52]
- احتلت بينغامتون المرتبة 93 في فئة الجامعات الوطنية لعام 2020 في تصنيفات الكليات الشهرية بواشنطن في الولايات المتحدة، بناءً على مساهمتها في الصالح العام، وفقًا للحراك الاجتماعي والبحث وتعزيز الخدمة العامة.[53]
- وفقًا لتصنيفات BusinessWeek لعام 2014، احتلت كلية إدارة الأعمال الجامعية المرتبة 57th بين المدارس العامة في الدولة.[54] في عام 2010 تم تصنيفه على أنه ثاني أفضل برنامج محاسبة.[55]
- انخفضت تصنيفات جامعة QS العالمية في بينغامتون سنويًا من 501 في 2008 إلى 601 في 2012 و701+ في 2013 مع أرقام أعلى تعكس أداء أسوأ.[56]

### القبول والتمويل
تعد جامعة بينغامتون واحدة من أكثر المدارس انتقائية في نظام جامعة ولاية نيويورك. في عام 2020، تلقت الجامعة أكثر من 42000 طلب. في خريف عام 2020، كان معدل القبول الجامعي 40٪.
- وفقًا لأحدث البيانات (خريف 2020)، تمتلك جامعة بينغامتون السجلات التالية ؛ متوسط درجات اختبار SAT: الرياضيات 640-730، القراءة والكتابة المبنية على الأدلة 640-710 ؛ متوسط درجة ACT: 29 - 33 ؛ معدل الاحتفاظ بالطلاب الجدد: 92% (المتوسط الوطني 62٪)؛ متوسط المعدل التراكمي للمدرسة الثانوية: 3.7–3.9 أو 93-98 ؛ متوسط المعدل التراكمي للتحويل: 3.3-3.8.[57]
- متوسط الدين عند التخرج هو 14,734 دولارًا، والمدرسة في أعلى 15 عبئًا للديون بين الكليات العامة في الدولة.[59]
- تبلغ الرسوم الدراسية داخل الدولة 6,670 $ وتبلغ الرسوم الدراسية خارج الولاية 21,550 $ (اعتبارًا من سبتمبر 2017).[60]

### المنهاج الدراسي
تقدم بينغامتون أكثر من 130 تخصصًا جامعيًا أكاديميًا وقصرًا وشهادات وتركيزات وتأكيدات ومسارات وتخصصات وأكثر من 60 درجة ماجستير و30 دكتوراه و50 درجة جامعية (بكالوريوس / ماجستير مجمعة). توجد أيضًا برامج متعددة التخصصات تسمح ببرامج الدرجات الفردية على مستوى البكالوريوس والدراسات العليا.
تقدم المدرسة العديد من برامج الضمان المبكر التي تضمن قبول الخريجين / المدارس المهنية خارج بينغامتون، مثل جامعة ولاية نيويورك أبستيت الطبية. تقدم الجامعة وبرامج الضمان المبكر برنامج ضمان مبكر لكلية ما قبل الطب. يُطلب من الطلاب المقبولين في البرنامج إنهاء تعليمهم الجامعي والحفاظ على معدل تراكمي 3.50 لضمان الحصول على مقعد في كلية الطب.
تم اعتماد بينغامتون من قبل رابطة الولايات الوسطى للكليات والمدارس.

### تعليم عام
تشترط الجامعة أن يكون الطلاب قد أكملوا 12 من متطلبات التعليم العام من أجل التخرج، مع بعض الاستثناءات اعتمادًا على المدرسة. وتشمل هذه الدورات في علم الجمال، والاعتماد العالمي المتبادل، والعلوم الإنسانية، وعلوم المختبرات، والتكوين والتواصل الشفوي، والرياضيات، والنشاط البدني والعافية، والعلوم الاجتماعية، والتعددية الأمريكية. المدارس الفردية داخل الجامعة لديها متطلبات إضافية. يجب على الطلاب في كلية هاربور إكمال ما لا يقل عن 126 ساعة معتمدة للتخرج. تبلغ قيمة معظم الفصول الدراسية في بينغامتون أربعة أرصدة، بدلاً من الفصول الثلاثة المعتادة. وبالتالي، يتكون عبء الدورة الجامعية النموذجي من أربع دورات (لـ 16 ساعة معتمدة) بدلاً من الدورات الخمس المعتادة (لـ 15 ساعة معتمدة).

## بحث
تم تصنيف الجامعة كمؤسسة بحثية متقدمة، مع قسم للأبحاث، ومؤسسة بحثية مستقلة، والعديد من مراكز البحوث بما في ذلك مركز ولاية نيويورك للتميز، والشراكات مع المؤسسات الأخرى. احتلت جامعة بينغامتون المرتبة 163 على الصعيد الوطني في نفقات البحث والتطوير من قبل مؤسسة العلوم الوطنية. في السنة المالية 2013، بلغت نفقات الجامعة البحثية 76 مليون دولار.

### قسم البحث
مكتب نائب الرئيس للبحوث هو المسؤول عن قسم البحوث بالجامعة. يدعم مكتب البرامج الممولة مجتمع جامعة بينغامتون في جهوده للبحث عن جوائز خارجية والحصول عليها لدعم البحث والتدريب والأنشطة العلمية والإبداعية الأخرى. يوفر الدعم لأعضاء هيئة التدريس والموظفين في جميع جوانب إعداد الاقتراح وتقديمه وإدارة المنح. يضمن مكتب الامتثال البحثي حماية الأشخاص، ورعاية الحيوانات، والاستخدام الآمن لبعض العوامل الممرضة والسموم، وتعزيز السلوك الأخلاقي في برامج البحث. يسهل مكتب تطوير البحث نمو البحث والمنح الدراسية، ويساعد في بناء الوعي بالعمل الذي يتم إنجازه في الحرم الجامعي. يدعم مكتب ريادة الأعمال وشراكات الابتكار ريادة الأعمال وتسويق التقنيات والشركات الناشئة واحتضان الأعمال، ويسهل الشراكات مع المجتمع والصناعة.

### مؤسسة أبحاث جامعة ولاية نيويورك
مؤسسة الأبحاث لجامعة ولاية نيويورك هي مؤسسة تعليمية خاصة غير ربحية تدير العقود والمنح الممولة خارجيًا لصالح جامعة ولاية نيويورك وبالنيابة عنها. تقوم المؤسسة بمسؤولياتها بموجب اتفاقية عام 1977 مع الجامعة. وهي منفصلة عن الجامعة ولا تتلقى الخدمات المقدمة لوكالات ولاية نيويورك أو اعتمادات الولاية لدعم وظائف الشركات. تتم رعاية وظائف البرنامج المفوضة إلى الحرم الجامعي تحت إشراف مديري عمليات المؤسسة. مكتب إدارة الأموال المدعومة، الذي يشار إليه غالبًا باسم «إدارة ما بعد المنح»، هو المكتب المالي والتشغيلي للمؤسسة. إنه يزود موظفي المشروع برعاية مالية شاملة، ومحاسبة المشاريع، والموارد البشرية، والمشتريات، والحسابات الدائنة وخدمات إعداد التقارير، فضلاً عن الدعم للمشاريع التي تدار من خلال مؤسسة الأبحاث.

### المراكز والمعاهد
33 مركزًا ومعهدًا بحثيًا منظمًا للدراسات المتقدمة يسهل البحث متعدد التخصصات والمتخصص في الجامعة. الجامعة هي موطن لمركز ولاية نيويورك للتميز في تكامل وتعبئة الأنظمة الصغيرة الحجم (S3IP). يُجري التميز S3IP بحثًا في مجالات مثل تصنيع الإلكترونيات الدقيقة وتعبئتها، وإدارة طاقة مركز البيانات، والطاقة الشمسية. تشمل المراكز والمعاهد البحثية الأخرى مركز التنمية وعلم الأعصاب السلوكي (CDBN)، ومركز الدراسات متعددة التخصصات في الفلسفة والتفسير والثقافة (CPIC)، ومعهد أبحاث المواد (IMR)، ومركز فرناند بروديل لدراسة الاقتصادات. والنظم التاريخية والحضارات (FBC).

## الحياة الطلابية

### الحياة اليونانية
تشمل الأخويات والجمعيات النسائية المعترف بها في الجامعة:
| مجلس الأمومة (IFC)        | المجلس اليوناني والأخوي متعدد الثقافات (MGFC) | مجلس الرابطة الوطنية APIDA Panhellenic (NAPA) | الرابطة الوطنية لمجلس المنظمات الأخوية اللاتينية (NALFO) | المجلس الوطني اليوناني (NPHC) | مجلس بانهلينيك (كمبيوتر)         | مجلس الأخوة المهنية (PFC)       |
| ------------------------- | --------------------------------------------- | --------------------------------------------- | -------------------------------------------------------- | ----------------------------- | -------------------------------- | ------------------------------- |
| الأخوة Alpha Epsilon Pi   | الأخوة مالك                                   | بيتا تشي ثيتا الأخوة                          | الأخوة لامدا ألفا أبسيلون                                | الأخوة ألفا فاي ألفا          | نادي نسائي Alpha Epsilon Phi     | نادي نسائي ألفا أوميغا إبسيلون  |
| الأخوة ألفا سيجما فاي     | الأخوة لامدا سيجما أبسيلون                    | نو ألفا فاي الأخوة                            | لامدا أبسيلون لامدا، لاتينا لاتينا                       | الأخوة كابا ألفا بسي          | نادي نسائي دلتا فاي إبسيلون      | الأخوة Alpha Kappa Psi Co-Ed    |
| الأخوة تشي فاي            | نادي نسائي دلتا فاي أوميغا                    | alpha Kappa Delta Phi نادي نسائي              | نادي نسائي تشي أبسيلون سيجما                             | الأخوة أوميغا بسي فاي         | نادي نسائي كابا كابا جاما        | الأخوة ألفا فاي أوميغا المختلطة |
| الأخوة دلتا إبسيلون بسي   | نادي نسائي لامدا ثيتا ألفا                    | نادي نسائي كابا فاي لامدا                     | Lambda Pi Upsilon نادي نسائي                             | الأخوة فاي بيتا سيجما         | نادي نسائي Phi Mu                | الأخوة دلتا إبسيلون مو Co-Ed    |
| دلتا سيجما فاي الأخوة     |                                               | نادي نسائي Sigma Omicron Pi                   | نادي نسائي أوميغا فاي بيتا                               | نادي نسائي دلتا سيجما ثيتا    | نادي نسائي Phi Sigma Sigma       | الأخوة Delta Sigma Pi Co-Ed     |
| Lambda Phi Epsilon الأخوة |                                               | نادي نسائي سيجما بسي زيتا                     | نادي نسائي سيجما إيوتا ألفا                              |                               | نادي نسائي سيجما ألفا إبسيلون بي | الأخوة Mu Phi Epsilon Co-Ed     |
| الأخوة بي كابا ألفا       |                                               |                                               | نادي نسائي سيجما لامدا أبسيلون                           |                               | نادي نسائي سيجما دلتا تاو        | Phi Alpha Delta Co-Ed Fraterity |
| الأخوة فاي كابا بسي       |                                               |                                               |                                                          |                               |                                  | الأخوة Phi Chi Theta Co-Ed      |
| الأخوة سيجما ألفا إبسيلون |                                               |                                               |                                                          |                               |                                  | الأخوة Phi Delta Epsilon Co-Ed  |
| الأخوة سيجما بيتا رو      |                                               |                                               |                                                          |                               |                                  | الأخوة Pi Sigma Epsilon         |
| الأخوة سيجما تشي          |                                               |                                               |                                                          |                               |                                  | الأخوة ثيتا تاو                 |
| الأخوة تاو ألفا أبسيلون   |                                               |                                               |                                                          |                               |                                  |                                 |
| الأخوة تاو كابا إبسيلون   |                                               |                                               |                                                          |                               |                                  |                                 |
| الأخوة ثيتا تشي           |                                               |                                               |                                                          |                               |                                  |                                 |
| ثيتا دلتا تشي الأخوة      |                                               |                                               |                                                          |                               |                                  |                                 |
| الأخوة زيتا بيتا تاو      |                                               |                                               |                                                          |                               |                                  |                                 |
| الأخوة زيتا بسي           |                                               |                                               |                                                          |                               |                                  |                                 |

### المنظمات الطلابية
يتم تنظيم المنظمات الطلابية في بينغامتون وإدارتها من خلال رابطة الطلاب في جامعة بينغامتون. تقدم جمعية الطلاب عددًا من الخدمات والترفيه للطلاب، بما في ذلك النقل بالحافلات ومهرجان Spring Fling السنوي. في عام 2013، تعاونت الجامعة ورابطة الطلاب لتقديم B-Engaged، وهو موقع إلكتروني يعرض قائمة كاملة بجميع فرص المشاركة في بينغامتون.
رابطة الطلاب بجامعة بينغامتون (SA) هو اتحاد الطلاب الجامعيين في الجامعة. وهي منظمة غير ربحية مستقلة عن الجامعة. تم تشكيلها لأول مرة في عام 1978 وهي تمثل الآن وتوفر الموارد لأكثر من 13000 طالب جامعي، ومجموعات طلابية مستأجرة، وتوفر الحفلات الموسيقية والبرمجة، وخدمات النقل. على الرغم من إدارتها بشكل أساسي من قبل الطلاب، إلا أنها تضم طاقمًا مهنيًا صغيرًا يتكون من مساعد مدير ومدير مالي.
منظمة طلابية بارزة في الجامعة تشمل:
- WHRW: تأسست محطة إذاعية للطلاب في عام 1961
- حلم الأنبوب : صحيفة طلابية تأسست عام 1946 باسم The Colonial News
- خدمة الإسعاف التطوعي للطلاب في Harpur's Ferry: مزود EMS لحرم جامعة بينغامتون وجميع الطلاب خارج الحرم الجامعي. تم تأسيسها في عام 1973 وتم الاعتراف بها مرتين باعتبارها الوكالة الجامعية الأولى لخدمات الطوارئ الطبية في البلاد.[76]
- Explorchestra : أوركسترا ملحن الجامعة مكرسة للترويج للموسيقى الجديدة من قبل ملحنين من خلفيات متنوعة
- فريق المناقشة: تم تصنيفه باستمرار كواحد من أفضل عشرة برامج مناظرة في الدولة من قبل جمعية مناظرة عبر الامتحان وحصل على المرتبة الأولى في عام 2008[77]

### ألعاب القوى

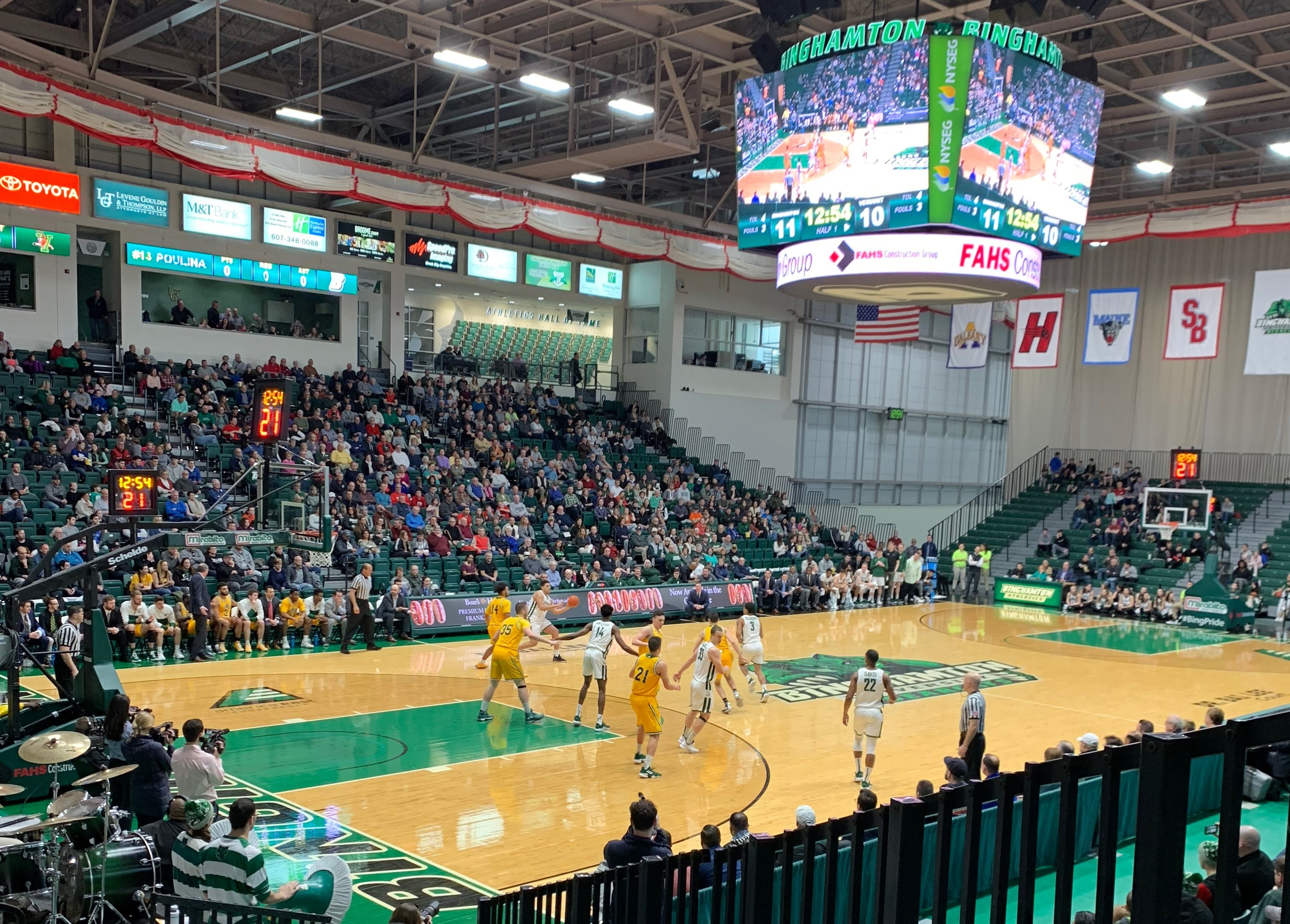
بينغامتون بيركاتس، كرة السلة للرجال، التي تلعب مع ولاية فيرمونت في مركز الأحداث

برنامج ألعاب القوى بين الكليات بجامعة بينغامتون هو أحد برامج القسم الأول من الرابطة الوطنية لرياضة الجامعات. يتألف برنامج ألعاب القوى بين الكليات من 21 رياضة تتنافس في مؤتمر أمريكا الشرقية لجميع الألعاب الرياضية باستثناء المصارعة والجولف. تشمل الرياضات الـ 21 البيسبول، وكرة السلة للرجال والسيدات، وكروس الضاحية للرجال والنساء، والجولف للرجال، ولاكروس للرجال والنساء، وكرة القدم للرجال والنساء، والكرة اللينة، والسباحة والغوص للرجال والنساء، والتنس الرجالي والسيدات، والمضمار الداخلي للرجال والنساء، مضمار الهواء الطلق للرجال والنساء وكرة الطائرة النسائية ومصارعة الرجال.
تستضيف المدرسة أيضًا العديد من الرياضات الداخلية والمجتمعية. تعتبر جامعة بينغامتون، وبشكل أكثر تحديدًا كلية هينمان، منشئ لعبة Co-Rec Football، وهي نسخة مشهورة من كرة القدم التي تعمل بالعلم / اللمس ويتم لعبها بشكل عام بين العديد من الفرق داخل كل مجتمع عنبر للنوم.
اكتسبت ألعاب القوى بينغامتون اهتمامًا سلبيًا كبيرًا خلال فضيحة كرة السلة بجامعة بينغامتون في عام 2010، عندما تم الكشف عن أن المدرسة قد أخلت بنزاهتها وارتكبت انتهاكات داخلية في السعي لتحقيق المجد الرياضي. تركت الفضيحة فريق كرة السلة بينغامتون في حالة خراب.

### ألما ماتر
في رولينج هيلز في بينغامتون هي الجامعة الرسمية لجامعة بينغامتون، من تأليف ديفيد إنجل (فصل 1986)

## مشاهير

### الأساتذة
- كين جاكوبس، صانع أفلام تجريبي
- ستانلي ويتينغهام، الكيمياء / علوم المواد والهندسة، الحائز على جائزة نوبل في الكيمياء لعام 2019
- ديفيد سلون ويلسون، العلوم البيولوجية / الأنثروبولوجيا
- لاري وويوود، مؤلف

#### هيئة التدريس السابقة
- علي مزروعي (1933-2014)، مؤلف في الدراسات الإسلامية والإفريقية والعلاقات بين الشمال والجنوب
- وجد بروس مكدوفي (1921-2014)، أستاذ الكيمياء، مستويات عالية من الزئبق في التونة المعلبة في عام 1970.[80]
- إيمانويل والرشتاين (1930-2019)، عالم اجتماع ومؤرخ اقتصادي اشتهر بتطويره لنظرية أنظمة العالم.

### الخريجون
- روبين أديل أندرسون، 2011.[81]
- ويليام بالدوين، 1985، ممثل.
- أندرو بيرغمان، كاتب سيناريو ومؤلف ومخرج.
- ألان بيرلينر، 1982، مخرج أفلام وثائقية حائز على جائزة إيمي.
- جوزيف بوتجيج.
- ستيفاني كورتني، 1992، ممثلة.
- سكوت دياموند رياضي في دوري كرة القاعدة الرئيسي.
- نورمان فينكلشتاين، 1974، أستاذ في العلوم السياسية، وأستاذ جامعي.
- روجر لي هال، 1972، ملحن وعازف موسيقى.
- بيل تي جونز، راقص ومصمم رقص حائز على جائزة توني.
- إلين د. كابلان، 1976، قاضية في محكمة الدعاوى الفيدرالية الأمريكية.
- جيك كيغان، 2012، لاعب كرة قدم محترف.
- مارك لورانس، 1981، كاتب سيناريو ومخرج.
- أرنولد جاي ليفين، 1961، عالم الأحياء الجزيئية، رئيس جامعة روكفلر.
- جون ليو، 1988، مراقب مدينة نيويورك الثالث والأربعين.
- إنغريد مايكلسون، 2001، موسيقي.
- كاميل باغيلا، 1968، ناقد ومؤلف وأستاذ بجامعة الفنون.
- بول ريزر، 1977، ممثل، كوميدي.
- ليز روزنبرغ، شاعر، كاتب.
- ديف روبين، 1998، كوميدي.
- روبن سانتياجو-هدسون، 1978، ممثل وكاتب مسرحي.
- بيفرلي جاي سيلفر، 1992، أستاذ جامعي ورئيس علم الاجتماع، جامعة جونز هوبكينز.[82]
- بوب سوان، ماجستير في إدارة الأعمال 1985، الرئيس التنفيذي لشركة إنتل.
- ديبرا تانن، 1966، أكاديمية / كاتبة في علم اللغة وتحليل الخطاب والتواصل بين الأشخاص.
- ألكسندر فيندمان، 1998، مقدم في القوات البرية للولايات المتحدة.
- دونالد إي. ويستلاك، روائي.
- جيليان يورك، 2004، صحفي.
- أرني زين، مصمم رقصات وراقص.

## في الثقافة الشعبية
لمحبي فرقة غريتفول ديد، يشير اسم «كلية هاربور» على وجه التحديد إلى حفلة موسيقية أقامتها الفرقة في الكلية في 2 مايو 1970. يرجع التبجيل الذي يُقام فيه هذا الحفل إلى الأداء وإلى حقيقة أن تسجيلات الكاسيت غير المشروعة عالية الجودة تم تداولها على نطاق واسع لعقود من الزمن قبل إصدار التسجيل رسميًا على قرص مضغوط باسم Dick's Picks Volume 8. وفقًا لما كتبه جيمي كاولي في صحيفة بوسطن غلوب، «لطالما تم تقدير عرض كلية هاربور من قبل جامعي الأشرطة كمثال على العمق الذي كان الموتى قادرين على تحقيقه في أي ليلة.»

## روابط خارجية
- الموقع الرسمي
- موقع ويب بينغامتون لألعاب القوى